# Палаючий острів (роман)
«Пала́ючий о́стрів» (рос. Пылающий остров) — фантастичний роман Олександра Казанцева. Публікація роману започаткувала 60-річну літературну кар'єру автора. Спочатку це був сценарій «Ареніда», який 1936 року здобув найвищу премію на конкурсі науково-фантастичних сценаріїв, згодом автор переробив його на повноцінний роман.
У 1940—1941 роках його друкувала «Піонерська правда», причому роман публікувався в газеті безпосередньо в ході написання книги. Виправлення та доповнення вносилися в роман у 1957, 1962 та 1975 роках. Роман вважається одним із визначальних творів жанру радянської наукової фантастики.

## Сюжет
Російські дослідники, професор Баков і його учень Кльонов, досліджують у 1908 році віддалені регіони Сибіру, де впав Тунгуський метеорит. Вони міркують, що в давнину там був тропічний клімат і обговорюють можливість появи розумних істот на інших планетах. Баков знайшов у дивної місцевої жительки (потім з'ясовується, що вона марсіанка з космічного корабля, який зазнав аварії в Сибіру) зразок нового трансуранового елемента, який він називає радій-дельта. Жителька згодом помирає в селищі місцевого племені, а радій-дельта Баков з учнем вивозить у Китай і потім до США (він репресований царською владою і не може повернутися в Петербург). Він помирає в США у 1913 році, встигнувши розробити на основі радію-дельта високотемпературний надпровідник.
Через багато років американський мільярдер Фредерік Вельт наймає найвидатніших вчених та інженерів. Його цікавлять «надакумулятори», розроблені Кльоновим на основі напрацювань Бакова. Але Кльонов відмовляється надати йому свій винахід, розуміючи, що мільярдер використає його для створення зброї. Вельт дізнається про острів Ареніда — на якому є природне джерело газу-каталізатора, що викликає реакцію сполучення кисню й азоту, наявних у повітрі, й це супроводжується виділенням великої кількості тепла. Вельт розробляє план «Вогняна мітла», що полягає в запуску реакції горіння повітря. В результаті планета буде випалена, а потім заселена «правильними» людьми, що сховаються в підземних сховищах.
Величезне багаття, на яке перетворився острів, поглинає кисень з атмосфери планети, поступово роблячи її поверхню непридатною до проживання. У романі показано картину катастрофи планетарного масштабу та реакцію на неї радянського й капіталістичного суспільств. Якщо в СРСР будують на основі природних печер герметичні підземні притулки для евакуації туди дітей та шукають спосіб погасити реакцію, то капіталісти будують такі самі притулки для мільйонерів. Решта мешканців, нездатних купити квиток у рятівну печеру, впадає у відчай і злочинність.
Полковник Молнія закликає вчених та інженерів не ховатися в печерах, а знищити Ареніду за допомогою атомної зброї. Але це загрожує завдати ще більшої шкоди радіацією та підпаленням океану. Кльонов пропонує безпечніший спосіб — скористатися «електричними гарматами», що накопичують енергію завдяки надпровідникам з радію-дельта. Він вказує родовище цього елемента в Сибіру. Вельт у той же час намагається перешкодити соціалістичним країнам це зробити, щоби врятувати тільки вибраних ним людей. Він мріє про світ майбутнього, де всі матимуть наперед призначені ролі, а бунт стане неможливим через відсутність книг і пропаганду за допомогою радіо й телебачення. Вельт створює «сухопутний броненосець», танки та дистанційно керовані літаки, чиї двигуни працюють на рідкому кисні, тому невразливі до падіння рівня кисню в атмосфері. Біля Ареніди відбувається грандіозна битва.
Наприкінці роману радянським ученим та інженерам за допомогою потужних одночасних пострілів з «електричних гармат» таки вдається зруйнувати острів і зупинити реакцію. Епілог описує настале згодом майбутнє, де капіталісти зазнали остаточної поразки, а до Марса вирушає земний корабель.

## Вплив
За словами кандидата технічних наук Миколи Дорожкіна, гіпотеза Казанцева про аварію інопланетного корабля сколихнула науковий інтерес до тунгуського вибуху. Сергій Корольов направив до тунгуської тайги групу своїх співробітників та виділив для пошуків уламків інопланетного корабля гелікоптер. До складу експедиції входив льотчик-космонавт Георгій Гречко. За його спогадами, дізнавшись про безрезультатність експедиції, Корольов сказав: «А шкода, що ви нічого не знайшли…».
У район падіння тунгуського тіла потягнулися десятки дослідницьких експедицій.